# Фезер, Нэнси
Нэ́нси Фе́зер (нем. Nancy Faeser; род. 13 июля 1970, Бад-Зоден, Гессен) — немецкий политик, председатель гессенского отделения СДПГ (2019—2024). Первая женщина в должности министра внутренних дел Германии (2021—2025).

## Биография

### Образование и профессиональная карьера
Нэнси Фезер изучала право во Франкфуртском университете имени Иоганна Вольфганга Гёте, в 1996 году сдала первый государственный экзамен и начала работать там же на кафедре Гюнтера Франкенберга. С 1998 года стажировалась в суде Франкфурта-на-Майне, в 2000 году сдала второй государственный экзамен (в июле-ноябре 2000 года прослушала один семестр в Новом колледже в Сан-Франциско) и начала работать в международной фирме Cliffford, Chance & Pünder во Франкфурте-на-Майне. В 2007 году перешла в компанию Görg.

### Политическая карьера
В возрасте 18 лет вступила в СДПГ, в 2003 году избрана в ландтаг Гессена. Входила в земельные социал-демократические теневые правительства: в должности теневого министра юстиции кабинета Андреа Ипсиланти и теневого министра внутренних дел при Торстене Шефере-Гюмбеле, а в 2019 году сама возглавила гессенское отделение СДПГ.

### В правительстве Олафа Шольца
8 декабря 2021 года приведено к присяге правительство Олафа Шольца, в котором Фезер получила портфель министра внутренних дел и местных сообществ, став первой в истории Германии женщиной на этой должности.
7 декабря 2022 года в Германии пресечена деятельность движения рейхсбюргеров, обвинённых в подготовке государственного переворота с целью приведения к власти Генриха XIII, принца Рейсса.
В ходе операции арестованы 25 человек, включая бывших и действующих военнослужащих и полицейских, изъяты 90 единиц оружия (из них 19 — короткоствольного оружия, 25 — длинноствольного, остальное — холодное оружие). Фезер выступила с заявлениями об ускорении принятия уже внесённых законопроектов по борьбе с правым экстремизмом, позволяющих властям более оперативно отстранять от должности официальных лиц, за которыми остаётся право восстановления через суд. Некоторые моменты в предложениях Фезер вызвали обвинения в посягательстве на презумпцию невиновности, но та отвергла их, заявив о сохранении за госслужащими презумпции невиновности, поскольку вступление в силу требования к ним доказывать свою невиновность не предполагается.
8 октября 2023 года состоялись земельные выборы в Гессене, на которые Фезер пошла в качестве лидера земельной организации СДПГ, но потерпела сокрушительное поражение. Партия проиграла борьбу за все одномандатные округа, а по спискам получила 15,1 % голосов — почти на 5 % меньше, чем на предыдущих выборах в 2018 году.
16 июля 2024 года МВД Германии запретило поддерживающий партию Альтернатива для Германии журнал Compact как издание, представляющее угрозу безопасности государства посредством разжигания ненависти к евреям, мусульманам и иностранцам. Кроме самого СМИ, запрещена также издававшая его компания Compact-Magazin GmbH и продюсерская медиакомпания Conspect Film, а в четырёх федеральных землях арестовано принадлежащее им имущество. Владелец этой небольшой медиаимперии (тираж журнала составлял около 40 тыс. экземпляров, а видеоканал в Интернете насчитывал 350 тыс. подписчиков) Юрген Эльзассер (британская газета The Guardian охарактеризовала его как сторонника Путина и Трампа) назвал действия МВД атакой на свободу слова, а также заявил: «Это фашистские меры Нэнси Фезер. Все фонды журнала Compact конфискованы. Я больше не могу платить зарплаты».
9 сентября 2024 года Фезер распорядилась о введении временных мер контроля на сухопутных границах, а затем сообщила в письме Еврокомисии об исчерпании ресурсов Германии по приёму иммигрантов.